# Теловани (церковь)
Церковь Теловани Святого Креста (груз. თელოვნის ჯვარპატიოსნის ეკლესია) — грузинская православная церковь VIII—IX веков в Мцхетском муниципалитете края Мцхета-Мтианетина востоке Грузии. Это купольный храм типа триконх с пастофориями по обеим сторонам алтарной апсиды. Внутри находятся сильно повреждённые в настоящее время росписи, в том числе одно из самых ранних грузинских изображений Спаса Нерукотворного. В 2007 году церковь была включена в список недвижимых культурных памятников национального значения Грузии

## История
Церковь Святого Креста (Джварпатиосани) расположена в Мцхетском муниципалитете примерно в 3 км к востоку от села Ксовриси на территории ныне покинутого поселения Теловани.
Здание, размером 9,7 × 10,5 м, относится к типу триконх, северное и южное крылья которого намного уже и ниже, чем алтарь и западное крыло. Это делает здание несколько вытянутым по оси восток-запад. Церковь построена в основном из булыжника; известняковые и травертиновые блоки используются в важных конструктивных элементах и в отделке. В здание можно попасть через три дверных проёма, все в прямоугольном западном крыле. По обеим сторонам от алтарной апсиды расположены апсидные пастофории. Переход от прямоугольной травеи к круглому куполу осуществляется посредством тромпов. Восьмиугольный барабан купола прорезан четырьмя окнами и украшен декоративными арками. Внешние и внутренние стены оштукатурены. В XVIII веке церковь была капитально отремонтирована, а к западной стене была пристроена колокольня. Систематическая реставрация происходила между 1952 и 1954 годами и снова в 2007 году.
В интерьере церкви сохранились фрагменты фресок IX—X веков. Они сильно повреждены, в том числе изображение Спаса Нерукотворного, подписанное как «Святое Лицо Бога» и окружённое апостолами над окном апсиды. Возможно, на это изображение оказала влияние легенда об Авгаре, которая влияла на грузинские изображения Спаса Нерукотворного в последующие века.